# Décathlon aux championnats du monde d'athlétisme 2019
Pour un article plus général, voir championnats du monde d'athlétisme 2019.
Navigation
Londres 2017 Eugene 2022
Le concours du décathlon des championnats du monde d'athlétisme de 2019 se déroule les 2 et 3 octobre de la même année, dans le Khalifa International Stadium de Doha, au Qatar.

## Critères de qualification
Pour se qualifier pour ces championnats, il faut avoir réalisé 8 200 pts entre le 7 mars 2018 et le 6 septembre 2019.

## Classement final
| Rang               | Athlète                 | Pays                       | Total   | 100 m   | Long.  | Poids   | Haut.  | 400 m   | 110 m h. | Disque  | Perche | Jav.    | 1 500 m       |
| ------------------ | ----------------------- | -------------------------- | ------- | ------- | ------ | ------- | ------ | ------- | -------- | ------- | ------ | ------- | ------------- |
| Médaille d'or      | Niklas Kaul             | Allemagne                  | 8691 PB | 11 s 27 | 7,19 m | 15,10 m | 2,02 m | 48 s 48 | 14 s 64  | 49,20 m | 5,00 m | 79,05 m | 4 min 15 s 70 |
| Médaille d'argent  | Maicel Uibo             | Estonie                    | 8604 PB | 11 s 10 | 7,46 m | 15,12 m | 2,17 m | 50 s 44 | 14 s 43  | 46,64 m | 5,40 m | 63,83 m | 4 min 31 s 51 |
| Médaille de bronze | Damian Warner           | Canada                     | 8529    | 10 s 35 | 7,67 m | 15,17 m | 2,02 m | 48 s 12 | 13 s 56  | 42,19 m | 4,70 m | 62,87 m | 4 min 40 s 77 |
| 4                  | Ilya Shkurenyov         | Athlètes Neutres Autorisés | 8494 SB | 11 s 02 | 7,61 m | 14,71 m | 2,11 m | 49 s 36 | 14 s 28  | 48,75 m | 5,20 m | 59,56 m | 4 min 41 s 95 |
| 5                  | Pierce Lepage           | Canada                     | 8445    | 10 s 36 | 7,79 m | 13,21 m | 2,05 m | 47 s 35 | 14 s 19  | 41,19 m | 5,20 m | 57,42 m | 4 min 45 s 09 |
| 6                  | Janek Õiglane           | Estonie                    | 8297 SB | 10 s 94 | 7,32 m | 15,20 m | 1,96 m | 49 s 14 | 15 s 13  | 43,37 m | 5,00 m | 72,46 m | 4 min 36 s 24 |
| 7                  | Pieter Braun            | Pays-Bas                   | 8222    | 11 s 16 | 7,47 m | 15,26 m | 2,02 m | 48 s 79 | 14 s 59  | 45,59 m | 4,80 m | 59,84 m | 4 min 35 s 62 |
| 8                  | Solomon Simmons         | États-Unis                 | 8151    | 10 s 70 | 7,37 m | 15,33 m | 1,96 m | 49 s 31 | 14 s 10  | 46,26 m | 4,80 m | 53,25 m | 4 min 44 s 17 |
| 9                  | Thomas van der Plaetsen | Belgique                   | 8125    | 11 s 38 | 7,20 m | 13,78 m | 2,08 m | 50 s 89 | 14 s 80  | 46,17 m | 5,30 m | 63,67 m | 4 min 43 s 95 |
| 10                 | Tim Nowak               | Allemagne                  | 8122    | 11 s 12 | 7,07 m | 14 m 69 | 2 m 02 | 49 s 60 | 14 s 60  | 45,02 m | 4,90 m | 56,76 m | 4 min 22 s 18 |
| 11                 | Cedric Dubler           | Australie                  | 8101    | 10 s 75 | 7,25 m | 12,43 m | 2,02 m | 48 s 41 | 14 s 13  | 44,30 m | 4,70 m | 59,04 m | 4 min 34 s 75 |
| 12                 | Paweł Wiesiołek         | Pologne                    | 8064    | 10 s 76 | 7 m 02 | 15 m 26 | 1 m 96 | 49 s 37 | 14 s 65  | 47,20 m | 4,90 m | 55,00 m | 4 min 42 s 06 |
| 13                 | Vitaliy Zhuk            | Biélorussie                | 8058    | 10 s 95 | 6,63 m | 15,13 m | 1,96 m | 48 s 08 | 14 s 49  | 46,64 m | 4,80 m | 58,66 m | 4 min 35 s 45 |
| 14                 | Harrison Williams       | États-Unis                 | 7892    | 10 s 76 | 7,14 m | 13,78 m | 1,93 m | 47 s 93 | 14 s 43  | 44,23 m | 4,80 m | 57,39 m | 4 min 40 s 96 |
| 15                 | Fredrik Samuelsson      | Suède                      | 7860    | 11 s 13 | 7,11 m | 13,97 m | 2,02 m | 50 s 08 | 14 s 78  | 42,71 m | 4,80 m | 57,39 m | 4 min 39 s 48 |
| 16                 | Keisuke Ushiro          | Japon                      | 7545    | 11 s 44 | 6,90 m | 14,31 m | 1,90 m | 51 s 45 | 15 s 26  | 48,41 m | 4 m 50 | 61,36 m | 4 min 52 s 12 |
| 17                 | Kai Kazmirek            | Allemagne                  | 7414    | 10 s 82 | 7,26 m | 14,30 m | 2,05 m | 47 s 35 | DNF      | 44,85 m | 5,20 m | 60,08 m | 4 min 49 s 16 |
| 18                 | Martin Roe              | Norvège                    | 6845    | 10 s 94 | 7,28 m | 15,08 m | 1,87 m | DQ      | 15 s 86  | 47,18 m | 4,60 m | 60,61 m | 5 min 08 s 91 |
| 19                 | Georni Jaramillo        | Venezuela                  | 6645    | 10 s 88 | 7,47 m | 15,42 m | NM     | 48 s 66 | 14 s 19  | 44,00 m | 4,40 m | 58,15 m | DNF           |
| —                  | Devon Williams          | États-Unis                 | DNF     | 10 s 84 | 7,36 m | 13,76 m | 1,93 m | 48 s 37 | 13 s 91  | 47,32 m | NM     | —       | —             |
| —                  | Kevin Mayer             | France                     | DNF     | 10 s 50 | 7,56 m | 16,82 m | 1,99 m | 48 s 99 | 13 s 87  | 48,34 m | NM     | —       | —             |
| —                  | Lindon Victor           | Grenade                    | DNF     | 10 s 66 | 7,51 m | 16,24 m | 2,05 m | 48 s 55 | 14 s 82  | NM      | NM     | —       | —             |
| —                  | Basile Rolnin           | France                     | DNF     | 11 s 42 | —      | —       | —      | —       | —        | —       | —      | —       | —             |
| —                  | Tim Duckworth           | Royaume-Uni                | DNS     | DNS     | —      | —       | —      | —       | —        | —       | —      | —       | —             |

## Résultats par épreuves

### 100 mètres
| Résultats détaillés - 100 mètres | Résultats détaillés - 100 mètres | Résultats détaillés - 100 mètres | Résultats détaillés - 100 mètres | Résultats détaillés - 100 mètres | Résultats détaillés - 100 mètres | Résultats détaillés - 100 mètres | Résultats détaillés - 100 mètres |
| Rang                             | Série                            | Nom                              | Nationalité                      | Temps                            | Points                           | Notes                            |                                  |
| -------------------------------- | -------------------------------- | -------------------------------- | -------------------------------- | -------------------------------- | -------------------------------- | -------------------------------- | -------------------------------- |
| 1                                | 3                                | Damian Warner                    | Canada                           | 10 s 35                          | 1011                             |                                  |                                  |
| 2                                | 3                                | Pierce Lepage                    | Canada                           | 10 s 36                          | 1008                             |                                  |                                  |
| 3                                | 3                                | Kevin Mayer                      | France                           | 10 s 50                          | 975                              | PB                               |                                  |
| 4                                | 3                                | Lindon Victor                    | Grenade                          | 10 s 66                          | 938                              |                                  |                                  |
| 5                                | 3                                | Solomon Simmons                  | États-Unis                       | 10 s 70                          | 929                              |                                  |                                  |
| 6                                | 3                                | Cedric Dubler                    | Australie                        | 10 s 75                          | 917                              |                                  |                                  |
| 7                                | 3                                | Harrison Williams                | États-Unis                       | 10 s 76 (.752 ms)                | 915                              |                                  |                                  |
| 8                                | 2                                | Paweł Wiesiołek                  | Pologne                          | 10 s 76 (.759 ms)                | 915                              | SB                               |                                  |
| 9                                | 2                                | Kai Kazmirek                     | Allemagne                        | 10 s 82                          | 901                              | SB                               |                                  |
| 10                               | 2                                | Devon Williams                   | États-Unis                       | 10 s 84                          | 897                              |                                  |                                  |
| 11                               | 2                                | Georni Jaramillo                 | Venezuela                        | 10 s 88                          | 888                              |                                  |                                  |
| 12                               | 2                                | Martin Roe                       | Norvège                          | 10 s 94 (.933 ms)                | 874                              |                                  |                                  |
| 13                               | 1                                | Janek Õiglane                    | Estonie                          | 10 s 94 (.940 ms)                | 874                              | PB                               |                                  |
| 14                               | 2                                | Vitaliy Zhuk                     | Biélorussie                      | 10 s 95                          | 872                              |                                  |                                  |
| 15                               | 1                                | Ilya Chkourenyov                 | Athlètes Neutres Autorisés       | 11 s 02                          | 856                              | SB                               |                                  |
| 16                               | 1                                | Maicel Uibo                      | Estonie                          | 11 s 10                          | 838                              | SB                               |                                  |
| 17                               | 1                                | Tim Nowak                        | Allemagne                        | 11 s 12                          | 834                              | SB                               |                                  |
| 18                               | 2                                | Fredrik Samuelsson               | Suède                            | 11 s 13                          | 832                              |                                  |                                  |
| 19                               | 1                                | Pieter Braun                     | Pays-Bas                         | 11 s 16                          | 825                              |                                  |                                  |
| 20                               | 1                                | Niklas Kaul                      | Allemagne                        | 11 s 27                          | 801                              |                                  |                                  |
| 21                               | 1                                | Thomas van der Plaetsen          | Belgique                         | 11 s 38                          | 778                              |                                  |                                  |
| 22                               | 2                                | Basile Rolnin                    | France                           | 11 s 42                          | 769                              |                                  |                                  |
| 23                               | 1                                | Keisuke Ushiro                   | Japon                            | 11 s 44                          | 765                              |                                  |                                  |
| —                                | 3                                | Timothy Duckworth                | Royaume-Uni                      | DNS                              | 0                                |                                  |                                  |

### Saut en longueur
| Résultats détaillés - Saut en longueur | Résultats détaillés - Saut en longueur | Résultats détaillés - Saut en longueur | Résultats détaillés - Saut en longueur | Résultats détaillés - Saut en longueur | Résultats détaillés - Saut en longueur | Résultats détaillés - Saut en longueur | Résultats détaillés - Saut en longueur | Résultats détaillés - Saut en longueur | Résultats détaillés - Saut en longueur | Résultats détaillés - Saut en longueur | Résultats détaillés - Saut en longueur |
| Rang                                   | Groupe                                 | Athlète                                | Nationalité                            | Essai 1                                | Essai 2                                | Essai 3                                | Résultat                               | Points                                 | Notes                                  | Classement                             | Classement                             |
| Rang                                   | Groupe                                 | Athlète                                | Nationalité                            | Essai 1                                | Essai 2                                | Essai 3                                | Résultat                               | Points                                 | Notes                                  | Points                                 | Rang                                   |
| -------------------------------------- | -------------------------------------- | -------------------------------------- | -------------------------------------- | -------------------------------------- | -------------------------------------- | -------------------------------------- | -------------------------------------- | -------------------------------------- | -------------------------------------- | -------------------------------------- | -------------------------------------- |
| 1                                      | A                                      | Pierce Lepage                          | Canada                                 | 7,79 m                                 | 7,64 m                                 | 7,75 m                                 | 7,79 m                                 | 1007                                   |                                        | 2015                                   | 1                                      |
| 2                                      | A                                      | Damian Warner                          | Canada                                 | x                                      | 7,41 m                                 | 7,67 m                                 | 7,67 m                                 | 977                                    |                                        | 1988                                   | 2                                      |
| 3                                      | A                                      | Ilya Chkourenev                        | Athlètes Neutres Autorisés             | x                                      | 7,61 m                                 | x                                      | 7,61 m                                 | 962                                    |                                        | 1818                                   | 6                                      |
| 4                                      | A                                      | Kevin Mayer                            | France                                 | 7,43 m                                 | 7,46 m                                 | 7,56 m                                 | 7,56 m                                 | 950                                    | SB                                     | 1925                                   | 3                                      |
| 5                                      | B                                      | Lindon Victor                          | Grenade                                | 7,41 m                                 | 7,44 m                                 | 7,51 m                                 | 7,51 m                                 | 937                                    | PB                                     | 1875                                   | 4                                      |
| 6                                      | A                                      | Pieter Braun                           | Royaume-Uni                            | 7,21 m                                 | 7,47 m                                 | 7,11 m                                 | 7,47 m                                 | 927                                    |                                        | 1752                                   | 15                                     |
| 7                                      | B                                      | Georni Jaramillo                       | Venezuela                              | 7,15 m                                 | 7,47 m                                 | 7,14 m                                 | 7,47 m                                 | 927                                    |                                        | 1815                                   | 7                                      |
| 8                                      | B                                      | Maicel Uibo                            | Estonie                                | 7,16 m                                 | x                                      | 7,46 m                                 | 7,46 m                                 | 925                                    | SB                                     | 1763                                   | 12                                     |
| 9                                      | B                                      | Solomon Simmons                        | États-Unis                             | x                                      | 7,37 m                                 | x                                      | 7,37 m                                 | 903                                    |                                        | 1832                                   | 5                                      |
| 10                                     | A                                      | Devon Williams                         | États-Unis                             | 7,15 m                                 | 7,36 m                                 | x                                      | 7,36 m                                 | 900                                    |                                        | 1797                                   | 8                                      |
| 11                                     | B                                      | Janek Õiglane                          | Estonie                                | 7,32 m                                 | x                                      | 7,25 m                                 | 7,32 m                                 | 891                                    |                                        | 1765                                   | 11                                     |
| 12                                     | A                                      | Martin Roe                             | Norvège                                | 7,01 m                                 | 7,03 m                                 | 7,28 m                                 | 7,28 m                                 | 881                                    |                                        | 1755                                   | 14                                     |
| 13                                     | B                                      | Kai Kazmirek                           | Allemagne                              | 7,11 m                                 | 7,26 m                                 | 6,84 m                                 | 7,26 m                                 | 903                                    |                                        | 1777                                   | 10                                     |
| 14                                     | A                                      | Cedric Dubler                          | Australie                              | 7,15 m                                 | 7,22 m                                 | 7,25 m                                 | 7,25 m                                 | 874                                    |                                        | 1791                                   | 9                                      |
| 15                                     | A                                      | Thomas van der Plaetsen                | Belgique                               | 7,20 m                                 | x                                      | x                                      | 7,20 m                                 | 862                                    |                                        | 1640                                   | 20                                     |
| 16                                     | B                                      | Niklas Kaul                            | Allemagne                              | 7,19 m                                 | 5,32 m                                 | 67,03 m                                | 7,19 m                                 | 859                                    |                                        | 1660                                   | 19                                     |
| 17                                     | B                                      | Harrison Williams                      | États-Unis                             | 7,14 m                                 | 7,03 m                                 | 7,07 m                                 | 7,14 m                                 | 847                                    |                                        | 1762                                   | 13                                     |
| 18                                     | A                                      | Fredrik Samuelsson                     | Suède                                  | 7,08 m                                 | 7,11 m                                 | 7,05 m                                 | 7,11 m                                 | 840                                    |                                        | 1672                                   | 17                                     |
| 19                                     | B                                      | Tim Nowak                              | Allemagne                              | 7,07 m                                 | x                                      | 6,97 m                                 | 7,07 m                                 | 830                                    |                                        | 1664                                   | 18                                     |
| 20                                     | B                                      | Paweł Wiesiołek                        | Pologne                                | 6, 93 m                                | 6,96 m                                 | 7,02 m                                 | 7,02 m                                 | 818                                    |                                        | 1733                                   | 16                                     |
| 21                                     | B                                      | Keisuke Ushiro                         | Japon                                  | 6,47 m                                 | 6,76 m                                 | 6,90 m                                 | 6,90 m                                 | 790                                    |                                        | 1555                                   | 22                                     |
| 22                                     | B                                      | Vitaliy Zhuk                           | Biélorussie                            | 6,57 m                                 | 6,07 m                                 | 6,63 m                                 | 6,63 m                                 | 727                                    |                                        | 1599                                   | 21                                     |
| —                                      | B                                      | Basile Rolnin                          | France                                 |                                        |                                        |                                        | DNS                                    |                                        |                                        |                                        |                                        |

### Lancer du poids
| Résultats détaillés - Lancer du poids | Résultats détaillés - Lancer du poids | Résultats détaillés - Lancer du poids | Résultats détaillés - Lancer du poids | Résultats détaillés - Lancer du poids | Résultats détaillés - Lancer du poids | Résultats détaillés - Lancer du poids | Résultats détaillés - Lancer du poids | Résultats détaillés - Lancer du poids | Résultats détaillés - Lancer du poids | Résultats détaillés - Lancer du poids | Résultats détaillés - Lancer du poids |
| Rang                                  | Groupe                                | Athlète                               | Nationalité                           | Essai 1                               | Essai 2                               | Essai 3                               | Résultat                              | Points                                | Notes                                 | Classement                            | Classement                            |
| Rang                                  | Groupe                                | Athlète                               | Nationalité                           | Essai 1                               | Essai 2                               | Essai 3                               | Résultat                              | Points                                | Notes                                 | Points                                | Rang                                  |
| ------------------------------------- | ------------------------------------- | ------------------------------------- | ------------------------------------- | ------------------------------------- | ------------------------------------- | ------------------------------------- | ------------------------------------- | ------------------------------------- | ------------------------------------- | ------------------------------------- | ------------------------------------- |
| 1                                     | A                                     | Kevin Mayer                           | France                                | 15,69 m                               | 16,82 m                               | -                                     | 16,82 m                               | 902                                   | PB                                    | 2827                                  | 1                                     |
| 2                                     | A                                     | Lindon Victor                         | Grenade                               | 14,96 m                               | 16,24 m                               | 16,23 m                               | 16,24 m                               | 866                                   | SB                                    | 2741                                  | 3                                     |
| 3                                     | A                                     | Georni Jaramillo                      | Venezuela                             | 15,42 m                               | 15,19 m                               | x                                     | 15,42 m                               | 816                                   |                                       | 2631                                  | 6                                     |
| 4                                     | A                                     | Solomon Simmons                       | États-Unis                            | x                                     | 15,33 m                               | 15,02 m                               | 15,33 m                               | 810                                   |                                       | 2642                                  | 5                                     |
| 5                                     | A                                     | Pieter Braun                          | Royaume-Uni                           | 15,26 m                               | x                                     | 14,72 m                               | 15,26 m                               | 806                                   | SB                                    | 2558                                  | 10                                    |
| 6                                     | B                                     | Paweł Wiesiołek                       | Pologne                               | x                                     | 14,52 m                               | 15,26 m                               | 15,26 m                               | 806                                   | PB                                    | 2539                                  | 12                                    |
| 7                                     | A                                     | Janek Õiglane                         | Estonie                               | 15,00 m                               | 14,72 m                               | 15,20 m                               | 15,20 m                               | 802                                   |                                       | 2567                                  | 8                                     |
| 8                                     | A                                     | Damian Warner                         | Canada                                | 13,66 m                               | 15,17 m                               | 14,97 m                               | 15,17 m                               | 800                                   |                                       | 2788                                  | 2                                     |
| 9                                     | A                                     | Vitaliy Zhuk                          | Biélorussie                           | 15,13 m                               | 14,85 m                               | 15,04 m                               | 15,13 m                               | 798                                   |                                       | 2397                                  | 20                                    |
| 10                                    | B                                     | Maicel Uibo                           | Estonie                               | 14,35 m                               | 14,63 m                               | 15,12 m                               | 15,12 m                               | 798                                   | PB                                    | 2560                                  | 9                                     |
| 11                                    | A                                     | Niklas Kaul                           | Allemagne                             | 15,10 m                               | 14,89 m                               | x                                     | 15,10 m                               | 796                                   |                                       | 2456                                  | 16                                    |
| 12                                    | A                                     | Martin Roe                            | Norvège                               | 15,08 m                               | 14,87 m                               | x                                     | 15,08 m                               | 795                                   |                                       | 2550                                  | 11                                    |
| 13                                    | B                                     | Ilya Chkourenev                       | Athlètes Neutres Autorisés            | 14,48 m                               | 14,47 m                               | 14,71 m                               | 14,71 m                               | 772                                   | SB                                    | 2590                                  | 7                                     |
| 14                                    | B                                     | Tim Nowak                             | Allemagne                             | 13,65 m                               | 14,69 m                               | 14,48 m                               | 14,69 m                               | 771                                   |                                       | 2435                                  | 17                                    |
| 15                                    | A                                     | Keisuke Ushiro                        | Japon                                 | 13,52 m                               | 14,23 m                               | 14,31 m                               | 14,31 m                               | 747                                   |                                       | 2302                                  | 22                                    |
| 16                                    | B                                     | Kai Kazmirek                          | Allemagne                             | 13,56 m                               | 14,30 m                               | 14,28 m                               | 14,30 m                               | 747                                   |                                       | 2524                                  | 13                                    |
| 17                                    | B                                     | Fredrik Samuelsson                    | Suède                                 | 13,77 m                               | x                                     | 13,97 m                               | 13,97 m                               | 727                                   |                                       | 2399                                  | 19                                    |
| 18                                    | B                                     | Harrison Williams                     | États-Unis                            | 13,66 m                               | 13,41 m                               | 13,78 m                               | 13,78 m                               | 715                                   |                                       | 2477                                  | 15                                    |
| 19                                    | B                                     | Thomas van der Plaetsen               | Belgique                              | x                                     | 13,78 m                               | x                                     | 13,78 m                               | 715                                   |                                       | 2355                                  | 21                                    |
| 20                                    | B                                     | Devon Williams                        | États-Unis                            | 13,76 m                               | x                                     | 13,63 m                               | 13,76 m                               | 714                                   |                                       | 2511                                  | 14                                    |
| 21                                    | B                                     | Pierce Lepage                         | Canada                                | 13,21 m                               | x                                     | x                                     | 13,21 m                               | 680                                   |                                       | 2695                                  | 4                                     |
| 22                                    | B                                     | Cedric Dubler                         | Australie                             | 12,43 m                               | 12,27 m                               | 11,63 m                               | 12,43 m                               | 633                                   |                                       | 2424                                  | 18                                    |

### Saut en hauteur
| 1  | A | Maicel Uibo             | Estonie                    |    |   | -   | -   | -   | -   | -   | o   | -   | o   | xo  | xo  | xo | xo | 3x | 2,17 m | 963 | SB | 3523 | 5  |
| 2  | A | Ilya Chkourenev         | Athlètes Neutres Autorisés |    |   | -   | -   | o   | -   | o   | o   | xo  | xo  | xxo | xxo | r  |    |    | 2,11 m | 906 | SB | 3496 | 6  |
| 3  | A | Thomas van der Plaetsen | Belgique                   |    |   | -   | -   | -   | -   | -   | o   | -   | xxo | xo  | 3x  |    |    |    | 2,08 m | 878 |    | 3233 | 17 |
| 4  | A | Pierce Lepage           | Canada                     |    |   | -   | -   | -   | -   | -   | o   | -   | xxo | r   |     |    |    |    | 2,05 m | 850 |    | 3545 | 4  |
| 4  | B | Lindon Victor           | Grenade                    | -  | - | -   | -   | o   | o   | o   | o   | o   | xxo | 3x  |     |    |    |    | 2,05 m | 850 | SB | 3591 | 3  |
| 6  | B | Kai Kazmirek            | Allemagne                  | -  | - | -   | -   | -   | o   | -   | o   | xo  | xxo | xxr |     |    |    |    | 2,05 m | 850 | SB | 3374 | 9  |
| 7  | A | Cedric Dubler           | Australie                  |    |   | -   | -   | -   | -   |     | xo  | o   | 3x  |     |     |    |    |    | 2,02 m | 822 |    | 3246 | 15 |
| 8  | B | Tim Nowak               | Allemagne                  | -  | - | -   | -   | o   | -   | o   | xxo | o   | 3x  |     |     |    |    |    | 2,02 m | 822 | SB | 3257 | 13 |
| 9  | A | Niklas Kaul             | Allemagne                  |    |   | -   | -   | -   | -   | o   | o   | xo  | 3x  |     |     |    |    |    | 2,02 m | 822 |    | 3278 | 12 |
| 10 | A | Fredrik Samuelsson      | Suède                      |    |   | -   | -   | o   | -   | xo  | xxo | xo  | 3x  |     |     |    |    |    | 2,02 m | 822 |    | 3221 | 18 |
| 11 | B | Damian Warner           | Canada                     | -  | - | -   | -   | o   | o   | o   | xo  | xxo | 3x  |     |     |    |    |    | 2,02 m | 822 | SB | 3610 | 2  |
| 12 | B | Pieter Braun            | Pays-Bas                   | -  | - | -   | -   | o   | xo  | o   | xo  | xxo | r   |     |     |    |    |    | 2,02 m | 822 | SB | 3380 | 8  |
| 13 | B | Kevin Mayer             | France                     | -  | - | -   | o   | -   | xo  | xxo | xxo | 3x  |     |     |     |    |    |    | 1,99 m | 794 | SB | 3621 | 1  |
| 14 | A | Vitaliy Zhuk            | Biélorussie                |    |   | o   | o   | o   | o   | xo  | 3x  |     |     |     |     |    |    |    | 1,96 m | 767 |    | 3164 | 20 |
| 15 | B | Janek Õiglane           | Estonie                    | -  | - | o   | o   | o   | xo  | xo  | 3x  |     |     |     |     |    |    |    | 1,96 m | 767 |    | 3334 | 10 |
| 16 | B | Solomon Simmons         | États-Unis                 | -  | - | o   | o   | xo  | xo  | xxo | xxr |     |     |     |     |    |    |    | 1,96 m | 767 |    | 3409 | 7  |
| 17 | A | Paweł Wiesiołek         | Pologne                    |    |   | xo  | -   | o   | xo  | xxo | 3x  |     |     |     |     |    |    |    | 1,96 m | 767 |    | 3306 | 11 |
| 18 | A | Harrison Williams       | États-Unis                 |    |   | o   | -   | o   | o   | 3x  |     |     |     |     |     |    |    |    | 1,93 m | 740 |    | 3217 | 19 |
| 19 | B | Devon Williams          | États-Unis                 | -  | - | xxo | xxo | xxo | xxo | 3x  |     |     |     |     |     |    |    |    | 1,93 m | 740 | SB | 3251 | 14 |
| 20 | B | Keisuke Ushiro          | Japon                      | -  | - | o   | o   | xxo | 3x  |     |     |     |     |     |     |    |    |    | 1,90 m | 714 |    | 3016 | 21 |
| 21 | B | Martin Roe              | Norvège                    | -  | - | o   | o   | 3x  |     |     |     |     |     |     |     |    |    |    | 1,87 m | 687 |    | 3237 | 16 |
| 22 | B | Georni Jaramillo        | Venezuela                  | 3x |   |     |     |     |     |     |     |     |     |     |     |    |    |    | NM     | 0   |    | 2631 | 22 |

### 400 mètres
| Résultats détaillés - 400 mètres | Résultats détaillés - 400 mètres | Résultats détaillés - 400 mètres | Résultats détaillés - 400 mètres | Résultats détaillés - 400 mètres | Résultats détaillés - 400 mètres | Résultats détaillés - 400 mètres | Résultats détaillés - 400 mètres | Résultats détaillés - 400 mètres |
| Rang                             | Série                            | Athlète                          | Nationalité                      | Résultat                         | Points                           | Notes                            | Classement                       | Classement                       |
| Rang                             | Série                            | Athlète                          | Nationalité                      | Résultat                         | Points                           | Notes                            | Points                           | Rang                             |
| -------------------------------- | -------------------------------- | -------------------------------- | -------------------------------- | -------------------------------- | -------------------------------- | -------------------------------- | -------------------------------- | -------------------------------- |
| 1                                | 3                                | Pierce Lepage                    | Canada                           | 47 s 35 (.341 ms)                | 941                              | PB                               | 4486                             | 2                                |
| 2                                | 3                                | Kai Kazmirek                     | Allemagne                        | 47 s 35 (.349 ms)                | 941                              |                                  | 4315                             | 7                                |
| 3                                | 3                                | Harrison Williams                | États-Unis                       | 47 s 93                          | 913                              |                                  | 4130                             | 15                               |
| 4                                | 3                                | Vitaliy Zhuk                     | Biélorussie                      | 48 s 08                          | 905                              |                                  | 4069                             | 17                               |
| 5                                | 3                                | Damian Warner                    | Canada                           | 48 s 12                          | 903                              |                                  | 4513                             | 1                                |
| 6                                | 3                                | Devon Williams                   | États-Unis                       | 48 s 37                          | 891                              | SB                               | 4142                             | 13                               |
| 7                                | 3                                | Cedric Dubler                    | Australie                        | 48 s 41                          | 889                              |                                  | 4135                             | 14                               |
| 8                                | 2                                | Niklas Kaul                      | Allemagne                        | 48 s 48                          | 886                              | SB                               | 4164                             | 11                               |
| 9                                | 2                                | Lindon Victor                    | Grenade                          | 48 s 55                          | 883                              | SB                               | 4474                             | 4                                |
| 10                               | 2                                | Georni Jaramillo                 | Venezuela                        | 48 s 66                          | 877                              | SB                               | 3508                             | 21                               |
| 11                               | 2                                | Pieter Braun                     | Pays-Bas                         | 48 s 79                          | 871                              | SB                               | 4251                             | 9                                |
| 12                               | 3                                | Kevin Mayer                      | France                           | 48 s 99                          | 862                              | SB                               | 4483                             | 3                                |
| 13                               | 1                                | Janek Õiglane                    | Estonie                          | 49 s 14                          | 855                              | PB                               | 4189                             | 10                               |
| 14                               | 2                                | Solomon Simmons                  | États-Unis                       | 49 s 31                          | 847                              |                                  | 4256                             | 8                                |
| 15                               | 1                                | Ilya Chkourenev                  | Athlètes Neutres Autorisés       | 49 s 36                          | 844                              | SB                               | 4340                             | 5                                |
| 16                               | 2                                | Paweł Wiesiołek                  | Pologne                          | 49 s 37                          | 844                              |                                  | 4150                             | 12                               |
| 17                               | 1                                | Tim Nowak                        | Allemagne                        | 49 s 60                          | 833                              | SB                               | 4090                             | 16                               |
| 18                               | 2                                | Fredrik Samuelsson               | Suède                            | 50 s 08                          | 811                              |                                  | 4032                             | 18                               |
| 19                               | 1                                | Maicel Uibo                      | Estonie                          | 50 s 44                          | 794                              | SB                               | 4317                             | 6                                |
| 20                               | 1                                | Thomas van der Plaetsen          | Belgique                         | 50 s 89                          | 774                              |                                  | 4007                             | 19                               |
| 21                               | 1                                | Keisuke Ushiro                   | Japon                            | 51 s 42                          | 750                              | SB                               | 3766                             | 20                               |
| 22                               | 1                                | Martin Roe                       | Norvège                          | DQ                               | 0                                |                                  | 3237                             | 22                               |

### 110 mètres haies
| Résultats détaillés - 110 mètres haies | Résultats détaillés - 110 mètres haies | Résultats détaillés - 110 mètres haies | Résultats détaillés - 110 mètres haies | Résultats détaillés - 110 mètres haies | Résultats détaillés - 110 mètres haies | Résultats détaillés - 110 mètres haies | Résultats détaillés - 110 mètres haies | Résultats détaillés - 110 mètres haies |
| Rang                                   | Série                                  | Athlète                                | Nationalité                            | Résultat                               | Points                                 | Notes                                  | Classement                             | Classement                             |
| Rang                                   | Série                                  | Athlète                                | Nationalité                            | Résultat                               | Points                                 | Notes                                  | Points                                 | Rang                                   |
| -------------------------------------- | -------------------------------------- | -------------------------------------- | -------------------------------------- | -------------------------------------- | -------------------------------------- | -------------------------------------- | -------------------------------------- | -------------------------------------- |
| 1                                      | 3                                      | Damian Warner                          | Canada                                 | 13 s 56                                | 1032                                   |                                        | 5545                                   | 1                                      |
| 2                                      | 3                                      | Kevin Mayer                            | France                                 | 13 s 87                                | 991                                    |                                        | 5474                                   | 2                                      |
| 3                                      | 3                                      | Devon Williams                         | États-Unis                             | 13 s 91                                | 986                                    |                                        | 5128                                   | 9                                      |
| 4                                      | 3                                      | Solomon Simmons                        | États-Unis                             | 14 s 10                                | 962                                    |                                        | 5218                                   | 7                                      |
| 5                                      | 3                                      | Cedric Dubler                          | Australie                              | 14 s 13                                | 958                                    |                                        | 5093                                   | 10                                     |
| 6                                      | 3                                      | Pierce Lepage                          | Canada                                 | 14 s 19 (.181 ms)                      | 950                                    |                                        | 5436                                   | 3                                      |
| 7                                      | 3                                      | Georni Jaramillo                       | Venezuela                              | 14 s 19 (.186 ms)                      | 950                                    |                                        | 4458                                   | 20                                     |
| 8                                      | 1                                      | Ilya Chkourenev                        | Athlètes Neutres Autorisés             | 14 s 28                                | 939                                    | SB                                     | 5279                                   | 5                                      |
| 9                                      | 1                                      | Maicel Uibo                            | Estonie                                | 14 s 43 (.422 ms)                      | 920                                    | PB                                     | 5237                                   | 6                                      |
| 10                                     | 2                                      | Harrison Williams                      | États-Unis                             | 14 s 43 (.423 ms)                      | 920                                    | SB                                     | 5050                                   | 12                                     |
| 11                                     | 2                                      | Vitaliy Zhuk                           | Biélorussie                            | 14 s 49                                | 912                                    | SB                                     | 4981                                   | 16                                     |
| 12                                     | 3                                      | Pieter Braun                           | Pays-Bas                               | 14 s 59                                | 900                                    |                                        | 5151                                   | 8                                      |
| 13                                     | 1                                      | Tim Nowak                              | Allemagne                              | 14 s 60                                | 899                                    | SB                                     | 4989                                   | 15                                     |
| 14                                     | 2                                      | Niklas Kaul                            | Allemagne                              | 14 s 64                                | 894                                    |                                        | 5058                                   | 11                                     |
| 15                                     | 2                                      | Paweł Wiesiołek                        | Pologne                                | 14 s 65                                | 892                                    |                                        | 5042                                   | 13                                     |
| 16                                     | 2                                      | Fredrik Samuelsson                     | Suède                                  | 14 s 78                                | 876                                    |                                        | 4908                                   | 17                                     |
| 17                                     | 1                                      | Thomas van der Plaetsen                | Belgique                               | 14 s 80                                | 874                                    | SB                                     | 4881                                   | 18                                     |
| 18                                     | 1                                      | Lindon Victor                          | Grenade                                | 14 s 82                                | 871                                    | SB                                     | 5345                                   | 4                                      |
| 19                                     | 2                                      | Janek Õiglane                          | Estonie                                | 15 s 13                                | 834                                    |                                        | 5023                                   | 14                                     |
| 20                                     | 1                                      | Keisuke Ushiro                         | Japon                                  | 15 s 26                                | 818                                    |                                        | 4584                                   | 19                                     |
| 21                                     | 1                                      | Martin Roe                             | Norvège                                | 15 s 86                                | 749                                    |                                        | 3986                                   | 22                                     |
| 22                                     | 2                                      | Kai Kazmirek                           | Allemagne                              | DNF                                    | 0                                      |                                        | 4315                                   | 21                                     |

### Lancer du disque
| Résultats détaillés - Lancer du disque | Résultats détaillés - Lancer du disque | Résultats détaillés - Lancer du disque | Résultats détaillés - Lancer du disque | Résultats détaillés - Lancer du disque | Résultats détaillés - Lancer du disque | Résultats détaillés - Lancer du disque | Résultats détaillés - Lancer du disque | Résultats détaillés - Lancer du disque | Résultats détaillés - Lancer du disque | Résultats détaillés - Lancer du disque | Résultats détaillés - Lancer du disque |
| Rang                                   | Groupe                                 | Athlète                                | Nationalité                            | Essai 1                                | Essai 2                                | Essai 3                                | Résultat                               | Points                                 | Notes                                  | Classement                             | Classement                             |
| Rang                                   | Groupe                                 | Athlète                                | Nationalité                            | Essai 1                                | Essai 2                                | Essai 3                                | Résultat                               | Points                                 | Notes                                  | Points                                 | Rang                                   |
| -------------------------------------- | -------------------------------------- | -------------------------------------- | -------------------------------------- | -------------------------------------- | -------------------------------------- | -------------------------------------- | -------------------------------------- | -------------------------------------- | -------------------------------------- | -------------------------------------- | -------------------------------------- |
| 1                                      | B                                      | Niklas Kaul                            | Allemagne                              | 48,10m                                 | 49,20m                                 | x                                      | 49,20m                                 | 854                                    | PB                                     | 5912                                   | 9                                      |
| 2                                      | A                                      | Ilya Chkourenev                        | Athlètes Neutres Autorisés             | 47,06m                                 | x                                      | 48,75m                                 | 48,75m                                 | 844                                    | PB                                     | 6123                                   | 4                                      |
| 3                                      | B                                      | Keisuke Ushiro                         | Japon                                  | 38,88m                                 | 47,44m                                 | 48,41m                                 | 48,41m                                 | 837                                    | SB                                     | 5421                                   | 18                                     |
| 4                                      | A                                      | Kevin Mayer                            | France                                 | x                                      | 48,34m                                 | -                                      | 48,34m                                 | 836                                    |                                        | 6310                                   | 1                                      |
| 5                                      | A                                      | Devon Williams                         | États-Unis                             | 45,56m                                 | 44,54m                                 | 47,32m                                 | 47,32m                                 | 815                                    |                                        | 5943                                   | 7                                      |
| 6                                      | B                                      | Paweł Wiesiołek                        | Pologne                                | 45,72m                                 | 47,20m                                 | x                                      | 47,20m                                 | 812                                    |                                        | 5854                                   | 10                                     |
| 7                                      | B                                      | Martin Roe                             | Norvège                                | 47,06m                                 | x                                      | 47,18m                                 | 47,18m                                 | 812                                    |                                        | 4798                                   | 22                                     |
| 8                                      | A                                      | Maicel Uibo                            | Estonie                                | 46,64m                                 | 45,72m                                 | 45,32m                                 | 46,64m                                 | 801                                    | SB                                     | 6038                                   | 5                                      |
| 9                                      | B                                      | Vitaliy Zhuk                           | Biélorussie                            | x                                      | 46,64m                                 | x                                      | 46,64m                                 | 801                                    |                                        | 5782                                   | 13                                     |
| 10                                     | B                                      | Solomon Simmons                        | États-Unis                             | 45,25m                                 | 46,26m                                 | x                                      | 46,26m                                 | 793                                    | SB                                     | 6011                                   | 6                                      |
| 11                                     | A                                      | Thomas van der Plaetsen                | Belgique                               | x                                      | 44,08m                                 | 46,17m                                 | 46,17m                                 | 791                                    |                                        | 5672                                   | 16                                     |
| 12                                     | B                                      | Pieter Braun                           | Royaume-Uni                            | 45,59m                                 | 43,70m                                 | 44,21m                                 | 45,59m                                 | 779                                    |                                        | 5930                                   | 8                                      |
| 13                                     | A                                      | Tim Nowak                              | Allemagne                              | 44,52m                                 | 45,02m                                 | x                                      | 45,02m                                 | 767                                    |                                        | 5756                                   | 14                                     |
| 14                                     | A                                      | Kai Kazmirek                           | Allemagne                              | 44,85m                                 | x                                      | 43,31m                                 | 44,85m                                 | 764                                    | SB                                     | 5079                                   | 21                                     |
| 15                                     | A                                      | Cedric Dubler                          | Australie                              | 41,45m                                 | 41,73m                                 | 44,30m                                 | 44,30m                                 | 752                                    | PB                                     | 5845                                   | 11                                     |
| 16                                     | A                                      | Harrison Williams                      | États-Unis                             | 44,23m                                 | 43,42m                                 | x                                      | 44,23m                                 | 751                                    | PB                                     | 5801                                   | 12                                     |
| 17                                     | B                                      | Georni Jaramillo                       | Venezuela                              | x                                      | 43,04m                                 | 44,00m                                 | 44,00m                                 | 746                                    |                                        | 5204                                   | 20                                     |
| 18                                     | A                                      | Janek Õiglane                          | Estonie                                | x                                      | 43,37m                                 | 41,24m                                 | 43,37m                                 | 733                                    |                                        | 5756                                   | 14                                     |
| 19                                     | B                                      | Fredrik Samuelsson                     | Suède                                  | 40,40 mm                               | 42,71m                                 | 41,84m                                 | 42,71m                                 | 720                                    |                                        | 5628                                   | 17                                     |
| 20                                     | B                                      | Damian Warner                          | Canada                                 | 38,94m                                 | 42,19m                                 | x                                      | 42,19m                                 | 709                                    |                                        | 6254                                   | 2                                      |
| 21                                     | A                                      | Pierce Lepage                          | Canada                                 | 41,19m                                 | x                                      | x                                      | 41,19m                                 | 689                                    |                                        | 6125                                   | 3                                      |
| 22                                     | B                                      | Lindon Victor                          | Grenade                                | x                                      | x                                      | x                                      | NM                                     | 0                                      |                                        | 5345                                   | 19                                     |

### Saut à la perche
| Résultats détaillés - Saut à la perche | Résultats détaillés - Saut à la perche | Résultats détaillés - Saut à la perche | Résultats détaillés - Saut à la perche | Résultats détaillés - Saut à la perche | Résultats détaillés - Saut à la perche | Résultats détaillés - Saut à la perche | Résultats détaillés - Saut à la perche | Résultats détaillés - Saut à la perche | Résultats détaillés - Saut à la perche | Résultats détaillés - Saut à la perche | Résultats détaillés - Saut à la perche | Résultats détaillés - Saut à la perche | Résultats détaillés - Saut à la perche | Résultats détaillés - Saut à la perche | Résultats détaillés - Saut à la perche | Résultats détaillés - Saut à la perche | Résultats détaillés - Saut à la perche | Résultats détaillés - Saut à la perche | Résultats détaillés - Saut à la perche | Résultats détaillés - Saut à la perche | Résultats détaillés - Saut à la perche | Résultats détaillés - Saut à la perche | Résultats détaillés - Saut à la perche | Résultats détaillés - Saut à la perche | Résultats détaillés - Saut à la perche | Résultats détaillés - Saut à la perche | Résultats détaillés - Saut à la perche |
| Rang                                   | Groupe                                 | Athlète                                | Nationalité                            | 3,80m                                  | 3,90m                                  | 4,00m                                  | 4,10m                                  | 4,20m                                  | 4,30m                                  | 4,40m                                  | 4,50m                                  | 4,60m                                  | 4,70m                                  | 4,80m                                  | 4,90m                                  | 5,00m                                  | 5,10m                                  | 5,20m                                  | 5,30m                                  | 5,40m                                  | 5,50m                                  | Résultat                               | Points                                 | Notes                                  | Classement                             | Classement                             |                                        |
| Rang                                   | Groupe                                 | Athlète                                | Nationalité                            | 3,80m                                  | 3,90m                                  | 4,00m                                  | 4,10m                                  | 4,20m                                  | 4,30m                                  | 4,40m                                  | 4,50m                                  | 4,60m                                  | 4,70m                                  | 4,80m                                  | 4,90m                                  | 5,00m                                  | 5,10m                                  | 5,20m                                  | 5,30m                                  | 5,40m                                  | 5,50m                                  | Résultat                               | Points                                 | Notes                                  | Points                                 | Rang                                   |                                        |
| -------------------------------------- | -------------------------------------- | -------------------------------------- | -------------------------------------- | -------------------------------------- | -------------------------------------- | -------------------------------------- | -------------------------------------- | -------------------------------------- | -------------------------------------- | -------------------------------------- | -------------------------------------- | -------------------------------------- | -------------------------------------- | -------------------------------------- | -------------------------------------- | -------------------------------------- | -------------------------------------- | -------------------------------------- | -------------------------------------- | -------------------------------------- | -------------------------------------- | -------------------------------------- | -------------------------------------- | -------------------------------------- | -------------------------------------- | -------------------------------------- | -------------------------------------- |
| 1                                      | A                                      | Maicel Uibo                            | Estonie                                | -                                      | -                                      | -                                      | -                                      | -                                      | -                                      | -                                      | -                                      | -                                      | -                                      | -                                      | -                                      | o                                      | o                                      | o                                      | xxo                                    | xo                                     | 3x                                     | 5,40 m                                 | 1035                                   | PB                                     | 7073                                   | 3                                      |                                        |
| 2                                      | A                                      | Thomas van der Plaetsen                | Belgique                               | -                                      | -                                      | -                                      | -                                      | -                                      | -                                      | -                                      | -                                      | -                                      | -                                      | -                                      | -                                      | o                                      | -                                      | xxo                                    | o                                      | 3x                                     | -                                      | 5,30 m                                 | 1004                                   |                                        | 6676                                   | 9                                      |                                        |
| 3                                      | A                                      | Kai Kazmirek                           | Allemagne                              | -                                      | -                                      | -                                      | -                                      | -                                      | -                                      | -                                      | -                                      | -                                      | -                                      | -                                      | o                                      | -                                      | xo                                     | o                                      | 3x                                     | -                                      | -                                      | 5,20 m                                 | 972                                    | PB                                     | 6051                                   | 18                                     |                                        |
| 4                                      | A                                      | Pierce Lepage                          | Canada                                 | -                                      | -                                      | -                                      | -                                      | -                                      | -                                      | -                                      | -                                      | -                                      | -                                      | o                                      | -                                      | o                                      | o                                      | xo                                     | 3x                                     | -                                      | -                                      | 5,20 m                                 | 972                                    |                                        | 7097                                   | 1                                      |                                        |
| 5                                      | A                                      | Ilya Chkourenev                        | Athlètes Neutres Autorisés             | -                                      | -                                      | -                                      | -                                      | -                                      | -                                      | -                                      | -                                      | -                                      | -                                      | xo                                     | -                                      | o                                      | xo                                     | xxo                                    | 3x                                     | -                                      | -                                      | 5,20 m                                 | 972                                    |                                        | 7095                                   | 2                                      |                                        |
| 6                                      | A                                      | Janek Õiglane                          | Estonie                                | -                                      | -                                      | -                                      | -                                      | -                                      | -                                      | -                                      | -                                      | -                                      | -                                      | o                                      | -                                      | o                                      | 3x                                     | -                                      | -                                      | -                                      | -                                      | 5,00 m                                 | 910                                    |                                        | 6666                                   | 10                                     |                                        |
| 6                                      | B                                      | Niklas Kaul                            | Allemagne                              | -                                      | -                                      | -                                      | -                                      | -                                      | -                                      | -                                      | -                                      | o                                      | o                                      | o                                      | o                                      | o                                      | r                                      | -                                      | -                                      | -                                      | -                                      | 5,00 m                                 | 910                                    | PB                                     | 6822                                   | 6                                      |                                        |
| 8                                      | B                                      | Tim Nowak                              | Allemagne                              | -                                      | -                                      | -                                      | -                                      | -                                      | -                                      | -                                      | -                                      | -                                      | o                                      | xxo                                    | o                                      | 3x                                     | -                                      | -                                      | -                                      | -                                      | -                                      | 4,90 m                                 | 880                                    |                                        | 6636                                   | 13                                     |                                        |
| 9                                      | B                                      | Paweł Wiesiołek                        | Pologne                                | -                                      | -                                      | -                                      | -                                      | -                                      | -                                      | -                                      | o                                      | o                                      | o                                      | o                                      | xo                                     | -                                      | -                                      | -                                      | -                                      | -                                      | -                                      | 4,90 m                                 | 880                                    | PB                                     | 6734                                   | 8                                      |                                        |
| 10                                     | B                                      | Fredrik Samuelsson                     | Suède                                  | -                                      | -                                      | -                                      | -                                      | -                                      | -                                      | -                                      | -                                      | o                                      | o                                      | xo                                     | 3x                                     | -                                      | -                                      | -                                      | -                                      | -                                      | -                                      | 4,80 m                                 | 849                                    |                                        | 6477                                   | 15                                     |                                        |
| 10                                     | B                                      | Vitaliy Zhuk                           | Biélorussie                            | -                                      | -                                      | -                                      | -                                      | -                                      | -                                      | o                                      | -                                      | o                                      | o                                      | xo                                     | 3x                                     | -                                      | -                                      | -                                      | -                                      | -                                      | -                                      | 4,80 m                                 | 849                                    | SB                                     | 6631                                   | 14                                     |                                        |
| 10                                     | A                                      | Harrison Williams                      | États-Unis                             | -                                      | -                                      | -                                      | -                                      | -                                      | -                                      | -                                      | -                                      | -                                      | o                                      | xo                                     | -                                      | 3x                                     | -                                      | -                                      | -                                      | -                                      | -                                      | 4,80 m                                 | 849                                    |                                        | 6650                                   | 12                                     |                                        |
| 13                                     | B                                      | Pieter Braun                           | Pays-Bas                               | -                                      | -                                      | -                                      | -                                      | -                                      | -                                      | -                                      | o                                      | xo                                     | o                                      | xxo                                    | 3x                                     | -                                      | -                                      | -                                      | -                                      | -                                      | -                                      | 4,80 m                                 | 849                                    |                                        | 6779                                   | 7                                      |                                        |
| 14                                     | B                                      | Solomon Simmons                        | États-Unis                             | -                                      | -                                      | -                                      | -                                      | -                                      | -                                      | xo                                     | -                                      | o                                      | xo                                     | xxo                                    | 3x                                     | -                                      | -                                      | -                                      | -                                      | -                                      | -                                      | 4,80 m                                 | 849                                    |                                        | 6860                                   | 5                                      |                                        |
| 15                                     | B                                      | Damian Warner                          | Canada                                 | -                                      | -                                      | -                                      | -                                      | -                                      | -                                      | -                                      | o                                      | o                                      | xo                                     | 3x                                     | -                                      | -                                      | -                                      | -                                      | -                                      | -                                      | -                                      | 4,70 m                                 | 819                                    |                                        | 7073                                   | 3                                      |                                        |
| 15                                     | A                                      | Cedric Dubler                          | Australie                              | -                                      | -                                      | -                                      | -                                      | -                                      | -                                      | -                                      | -                                      | -                                      | xo                                     | -                                      | 3x                                     | -                                      | -                                      | -                                      | -                                      | -                                      | -                                      | 4,70 m                                 | 819                                    |                                        | 6664                                   | 11                                     |                                        |
| 17                                     | B                                      | Martin Roe                             | Norvège                                | -                                      | -                                      | -                                      | -                                      | -                                      | -                                      | -                                      | xo                                     | xo                                     | 3x                                     | -                                      | -                                      | -                                      | -                                      | -                                      | -                                      | -                                      | -                                      | 4,60 m                                 | 790                                    |                                        | 5588                                   | 21                                     |                                        |
| 18                                     | B                                      | Keisuke Ushiro                         | Japon                                  | -                                      | -                                      | -                                      | -                                      | -                                      | -                                      | -                                      | xo                                     | 3x                                     | -                                      | -                                      | -                                      | -                                      | -                                      | -                                      | -                                      | -                                      | -                                      | 4,50 m                                 | 760                                    |                                        | 6181                                   | 17                                     |                                        |
| 19                                     | B                                      | Georni Jaramillo                       | Venezuela                              | -                                      | -                                      | -                                      | -                                      | -                                      | -                                      | o                                      | 3x                                     | -                                      | -                                      | -                                      | -                                      | -                                      | -                                      | -                                      | -                                      | -                                      | -                                      | 4,40 m                                 | 731                                    | SB                                     | 5935                                   | 20                                     |                                        |
| 20                                     | A                                      | Kevin Mayer                            | France                                 | -                                      | -                                      | -                                      | -                                      | -                                      | -                                      | -                                      | -                                      | xxr                                    | -                                      | -                                      | -                                      | -                                      | -                                      | -                                      | -                                      | -                                      | -                                      | NM                                     | 0                                      |                                        | 6310                                   | 16                                     |                                        |
| 20                                     | A                                      | Devon Williams                         | États-Unis                             | -                                      | -                                      | -                                      | -                                      | -                                      | -                                      | -                                      | 3x                                     | -                                      | -                                      | -                                      | -                                      | -                                      | -                                      | -                                      | -                                      | -                                      | -                                      | NM                                     | 0                                      |                                        | 5943                                   | 19                                     |                                        |
| 20                                     | B                                      | Lindon Victor                          | Grenade                                | -                                      | -                                      | -                                      | -                                      | -                                      | -                                      | 3x                                     | -                                      | -                                      | -                                      | -                                      | -                                      | -                                      | -                                      | -                                      | -                                      | -                                      | -                                      | NM                                     | 0                                      |                                        | 5345                                   | 22                                     |                                        |

### Lancer du javelot
| Résultats détaillés - Lancer du disque | Résultats détaillés - Lancer du disque | Résultats détaillés - Lancer du disque | Résultats détaillés - Lancer du disque | Résultats détaillés - Lancer du disque | Résultats détaillés - Lancer du disque | Résultats détaillés - Lancer du disque | Résultats détaillés - Lancer du disque | Résultats détaillés - Lancer du disque | Résultats détaillés - Lancer du disque | Résultats détaillés - Lancer du disque | Résultats détaillés - Lancer du disque |
| Rang                                   | Groupe                                 | Athlète                                | Nationalité                            | Essai 1                                | Essai 2                                | Essai 3                                | Résultat                               | Points                                 | Notes                                  | Classement                             | Classement                             |
| Rang                                   | Groupe                                 | Athlète                                | Nationalité                            | Essai 1                                | Essai 2                                | Essai 3                                | Résultat                               | Points                                 | Notes                                  | Points                                 | Rang                                   |
| -------------------------------------- | -------------------------------------- | -------------------------------------- | -------------------------------------- | -------------------------------------- | -------------------------------------- | -------------------------------------- | -------------------------------------- | -------------------------------------- | -------------------------------------- | -------------------------------------- | -------------------------------------- |
| 1                                      | B                                      | Niklas Kaul                            | Allemagne                              | 75,42m                                 | 79,05m                                 | x                                      | 79,05m                                 | 1028                                   | CDB                                    | 7850                                   | 3                                      |
| 2                                      | A                                      | Janek Õiglane                          | Estonie                                | 72,46m                                 | 69,90m                                 | 70,28m                                 | 72,46m                                 | 927                                    | PB                                     | 7593                                   | 6                                      |
| 3                                      | A                                      | Maicel Uibo                            | Estonie                                | 63,83m                                 | 63,41m                                 | 60,79m                                 | 63,83m                                 | 796                                    | SB                                     | 7869                                   | 1                                      |
| 4                                      | A                                      | Thomas van der Plaetsen                | Belgique                               | 62,23m                                 | 61,00m                                 | 63,67m                                 | 63,67m                                 | 793                                    | SB                                     | 7469                                   | 9                                      |
| 5                                      | B                                      | Damian Warner                          | Canada                                 | 62,87m                                 | 56,58m                                 | 59,52m                                 | 62,87m                                 | 781                                    |                                        | 7854                                   | 2                                      |
| 6                                      | B                                      | Keisuke Ushiro                         | Japon                                  | 61,36m'                                | 60,08m                                 | 60,09m                                 | 61,36m                                 | 758                                    |                                        | 6939                                   | 16                                     |
| 7                                      | B                                      | Martin Roe                             | Norvège                                | 59,22m                                 | 58,33m                                 | 60,61m                                 | 60,61m                                 | 747                                    |                                        | 6635                                   | 19                                     |
| 8                                      | A                                      | Kai Kazmirek                           | Allemagne                              | 60,08m                                 | 58,16m                                 | 58,94m                                 | 60,08m                                 | 739                                    | SB                                     | 6790                                   | 17                                     |
| 9                                      | B                                      | Pieter Braun                           | Royaume-Uni                            | 56,27m                                 | 59,84m                                 | 59,12m                                 | 59,84m                                 | 735                                    |                                        | 7514                                   | 7                                      |
| 10                                     | A                                      | Ilya Chkourenev                        | Athlètes Neutres Autorisés             | 57,38m                                 | 59,56m                                 | 58,64m                                 | 59,56m                                 | 731                                    | SB                                     | 7826                                   | 4                                      |
| 11                                     | A                                      | Cedric Dubler                          | Australie                              | 59,04m                                 | 53,55m                                 | 54,29m                                 | 59,04m                                 | 723                                    | PB                                     | 7387                                   | 11                                     |
| 12                                     | B                                      | Vitaliy Zhuk                           | Biélorussie                            | 56,84m                                 | 53,08m                                 | 58,66m                                 | 58,66m                                 | 718                                    |                                        | 7349                                   | 12                                     |
| 13                                     | B                                      | Georni Jaramillo                       | Venezuela                              | 57,67m                                 | x                                      | 58,15m                                 | 58,15m                                 | 710                                    |                                        | 6645                                   | 18                                     |
| 14                                     | A                                      | Pierce Lepage                          | Canada                                 | 57,42m                                 | 55,32m                                 | -                                      | 57,42m                                 | 699                                    | SB                                     | 7796                                   | 5                                      |
| 15                                     | B                                      | Fredrik Samuelsson                     | Suède                                  | 49,34m                                 | 57,39m                                 | 55,35m                                 | 57,39m                                 | 699                                    |                                        | 7176                                   | 15                                     |
| 16                                     | A                                      | Tim Nowak                              | Allemagne                              | 56,52m                                 | x                                      | 56,76m                                 | 56,76m                                 | 689                                    |                                        | 7325                                   | 13                                     |
| 17                                     | B                                      | Paweł Wiesiołek                        | Pologne                                | 53,74m                                 | 55,00m                                 | 54,11m                                 | 55,00m                                 | 663                                    |                                        | 7397                                   | 10                                     |
| 18                                     | B                                      | Solomon Simmons                        | États-Unis                             | x                                      | 53,25m                                 | x                                      | 53,25m                                 | 637                                    |                                        | 7497                                   | 8                                      |
| 19                                     | A                                      | Harrison Williams                      | États-Unis                             | 48,59m                                 | 45,86m                                 | 46,26m                                 | 48,59m                                 | 568                                    |                                        | 7218                                   | 14                                     |
| —                                      | A                                      | Devon Williams                         | États-Unis                             |                                        |                                        |                                        | DNS                                    |                                        |                                        |                                        |                                        |
| —                                      | A                                      | Kevin Mayer                            | France                                 |                                        |                                        |                                        | DNS                                    |                                        |                                        |                                        |                                        |
| —                                      | B                                      | Lindon Victor                          | Grenade                                |                                        |                                        |                                        | DNS                                    |                                        |                                        |                                        |                                        |

### 1500 mètres
| Résultats détaillés - 110 mètres haies | Résultats détaillés - 110 mètres haies | Résultats détaillés - 110 mètres haies | Résultats détaillés - 110 mètres haies | Résultats détaillés - 110 mètres haies | Résultats détaillés - 110 mètres haies | Résultats détaillés - 110 mètres haies | Résultats détaillés - 110 mètres haies | Résultats détaillés - 110 mètres haies |
| Rang                                   | Athlète                                | Nationalité                            | Résultat                               | Points                                 | Notes                                  | Classement                             | Classement                             |                                        |
| Rang                                   | Athlète                                | Nationalité                            | Résultat                               | Points                                 | Notes                                  | Points                                 | Rang                                   |                                        |
| -------------------------------------- | -------------------------------------- | -------------------------------------- | -------------------------------------- | -------------------------------------- | -------------------------------------- | -------------------------------------- | -------------------------------------- | -------------------------------------- |
| 1                                      | Niklas Kaul                            | Allemagne                              | 4 min 15 s 70                          | 841                                    | SB                                     | 8691                                   | 1                                      |                                        |
| 2                                      | Tim Nowak                              | Allemagne                              | 4 min 22 s 78                          | 797                                    |                                        | 8122                                   | 10                                     |                                        |
| 3                                      | Maicel Uibo                            | Estonie                                | 4 min 31 s 51                          | 735                                    | SB                                     | 8604                                   | 2                                      |                                        |
| 4                                      | Cedric Dubler                          | Australie                              | 4 min 34 s 75                          | 714                                    |                                        | 8101                                   | 11                                     |                                        |
| 5                                      | Vitaliy Zhuk                           | Biélorussie                            | 4 min 35 s 45                          | 709                                    |                                        | 8058                                   | 13                                     |                                        |
| 6                                      | Pieter Braun                           | Pays-Bas                               | 4 min 35 s 62                          | 708                                    |                                        | 8222                                   | 7                                      |                                        |
| 7                                      | Janek Õiglane                          | Estonie                                | 4 min 36 s 24                          | 704                                    |                                        | 8297                                   | 6                                      |                                        |
| 8                                      | Fredrik Samuelsson                     | Suède                                  | 4 min 39 s 48                          | 684                                    |                                        | 7860                                   | 15                                     |                                        |
| 9                                      | Damian Warner                          | Canada                                 | 4 min 40 s 77                          | 675                                    |                                        | 8529                                   | 3                                      |                                        |
| 10                                     | Harrison Williams                      | États-Unis                             | 4 min 40 s 96                          | 674                                    |                                        | 7892                                   | 14                                     |                                        |
| 11                                     | Ilya Chkourenev                        | Athlètes Neutres Autorisés             | 4 min 41 s 95                          | 668                                    |                                        | 8494                                   | 4                                      |                                        |
| 12                                     | Paweł Wiesiołek                        | Pologne                                | 4 min 42 s 06                          | 667                                    |                                        | 8064                                   | 12                                     |                                        |
| 13                                     | Thomas van der Plaetsen                | Belgique                               | 4 min 43 s 95                          | 656                                    |                                        | 8125                                   | 9                                      |                                        |
| 14                                     | Solomon Simmons                        | États-Unis                             | 4 min 44 s 17                          | 654                                    |                                        | 8151                                   | 8                                      |                                        |
| 15                                     | Pierce Lepage                          | Canada                                 | 4 min 45 s 09                          | 649                                    | PB                                     | 8445                                   | 5                                      |                                        |
| 16                                     | Kai Kazmirek                           | Allemagne                              | 4 min 49 s 16                          | 624                                    |                                        | 7414                                   | 17                                     |                                        |
| 17                                     | Keisuke Ushiro                         | Japon                                  | 4 min 52 s 12                          | 606                                    |                                        | 7545                                   | 16                                     |                                        |
| 18                                     | Martin Roe                             | Norvège                                | 5 min 08 s 91                          | 510                                    |                                        | 6845                                   | 18                                     |                                        |
| —                                      | Georni Jaramillo                       | Venezuela                              | DNF                                    | 0                                      |                                        | 6645                                   | 19                                     |                                        |

## Légende
- Hauteur ou longueur de sauts atteinte (en mètres) :
  - o : dès le 1er essai
  - xo : au 2e essai
  - xxo : au 3e essai
- 3 X : hauteur ou longueur non atteinte au terme de 3 essais au maximum

Records et Performances
- AR : Record continental (area record)
- CR : Record des championnats (championship record)
- MR : Record du meeting (meet record)
- NR : Record national (national record)
- OR : Record olympique (olympic record)
- PR : Record paralympique (paralympic record)
- PB : Record personnel (personal best)
- SB : Meilleure performance personnelle de la saison (season's best)
- WL : Meilleure performance mondiale de l'année (world leader)
- WJR : Record du monde junior (world junior record)
- WR : Record du monde (world record)

Circonstances et Conditions
- DNF : N'a pas terminé (did not finish)
- DNS : N'a pas pris le départ (did not start)
- DQ : Disqualification (disqualification)
- NM : Aucun essai valable enregistré (No Mark)
- Q : Qualifié « directement » au prochain tour (ou à la prochaine compétition), lors d'une compétition majeure, grâce au classement ou à la réalisation des minima (automatic qualifier)
- q : Qualifié au prochain tour (ou à la prochaine compétition), lors d'une compétition majeure, grâce au repêchage ou à la réalisation de l'une des meilleures performances parmi celles des « non qualifiés directement » (grâce au meilleur temps ou à la meilleure distance par exemple) (secondary qualifier)